# Joël Prévost
Pour les articles homonymes, voir Prévost.
Joël Prévost, de son vrai nom Jean-Luc Potaux, né le 16 février 1950 à Narbonne et mort le 21 novembre 2024 à Paris, est un chanteur français.
Artiste de variétés, de la fin des années 1960 à 2017, il a notamment fait de nombreuses tournées en France et en Afrique.
Il a également représenté la France au Concours Eurovision de la chanson 1978 en interprétant le titre Il y aura toujours des violons avec lequel il s'est classé troisième.

## Biographie

### Enfance et débuts
Né à Narbonne en Languedoc-Roussillon, Joël Prévost a été adopté peu après sa naissance par une famille du nord de la France. Rebaptisé Jean-Luc Potaux, il a grandi à Trith-Saint-Léger, près de Valenciennes. Il commence à travailler à Usinor puis se lance dans la musique avec son groupe Les Élites en jouant dans les bals,.

### Carrière
Il s'installe à Paris en 1970 et signe en 1972 un contrat avec CBS Records, libérant une série de singles et tournées au cours des prochaines années avec des artistes comme Serge Gainsbourg, Mike Brant, Michèle Torr, Serge Lama et Alice Dona entre autres.
En 1977, Prévost participe à la sélection française pour l'Eurovision, diffusée sur TF1, se déroulant en deux demi-finales puis la finale. Il participe à la première demi-finale, interprétant la chanson Pour Oublier Barbara. Il échoue, se classant 6e sur 7, tandis que Marie Myriam (candidate de la 2e demi-finale) gagne la sélection le 6 mars avec L'oiseau et l'enfant.
L'année suivante en 1978, il participe à nouveau à la sélection française diffusée sur la même chaîne avec la chanson Il y aura toujours  des violons, une ballade écrite par Didier Barbelivien et composée par Gérard Stern. Lors de la 1re demi-finale, il se classe 2e après Jean-Paul Cara et devant Noëlle Cordier.
Il est qualifié pour la finale présentée par Évelyne Leclercq, le 26 mars. Il remporte la sélection et sera donc le représentant de la France au Concours Eurovision. Le concours, diffusé sur TF1, a lieu à Paris, au Palais des congrès le 22 avril, à la suite de la victoire de Marie Myriam pour la France l'année précédente. La soirée est animée par Léon Zitrone et Denise Fabre. La chanson se classe 3e sur 20 pays, avec 119 points, après Israël et la Belgique. Pour la troisième année consécutive, la France reçut des points de la part de tous les autres pays participants, un record toujours inégalé. Par ailleurs, Prévost donne à la France une cinquième 3e place (sur les 7 à ce jour).
Le 20 mars 1983, il est encore candidat pour représenter la France à l'Eurovision. Lors de l'émission de la sélection diffusée sur Antenne 2 et présentée par Jean-Pierre Foucault et Marie Myriam, il interprète la chanson Je t'aime écrite par Michel Jouveaux sur une musique de Joël Rocher. Il se classe 9e sur les 14 candidats en lice, tandis que Guy Bonnet est sélectionné avec le titre Vivre.
Prévost s'essaye à la comédie et joue la même année dans un téléfilm et dans des films au cinéma dont Les Branchés à Saint-Tropez de Max Pécas.
A la fin des années 1970, il apporte son soutien en manifestant avec les sidérurgiques du Nord qui veulent garder leur emploi.
Continuant sa carrière musicale Prévost a joué des résidences à l'Olympia et à l'Alhambra à Paris et fait de nombreuses tournées pendant plusieurs années dans toute l'Afrique.
Après une dernière scène, il met fin à sa carrière en septembre 2017.

### Mort
Joël Prévost meurt dans 19e arrondissement de Paris, le 21 novembre 2024 à l'âge de 74 ans,.

## Discographie
1978 : Il y aura toujours des violons

## Filmographie
- 1983 : Jeu de quilles, téléfilm de Henri Helman : Etienne
- 1983 : Y a-t-il un pirate sur l'antenne ?, film de Jean-Claude Roy : Ben
- 1983 : Les Branchés à Saint-Tropez, film de Max Pécas : Marco